# Dekolonisation Afrikas

Chronologie der Unabhängigkeit afrikanischer Länder

Als Dekolonisation Afrikas wird die schrittweise staatlich-politische, wirtschaftliche und kulturelle Verselbständigung der Kolonien in Afrika bezeichnet, in deren Folge die europäischen Kolonialmächte aus der direkten Führung der Kolonien ausschieden. Die Phase der staatlichen Dekolonisation (auch Entkolonisierung genannt) setzte in Afrika im Gefolge des Zweiten Weltkriegs ein. Schon vorher hatte es unabhängige Staaten in Afrika gegeben. 1945 bestanden drei unabhängige Staaten: Liberia, Äthiopien und Ägypten. Die Zahl wuchs bis 1960 auf 15 an. Allein im sogenannten „Afrika-Jahr“ 1960 erreichten weitere 17 afrikanische Kolonien ihre Unabhängigkeit, darunter Kongo und Nigeria. Danach wurde in den 1960er Jahren Ostafrika dekolonisiert. In der Spätphase der Dekolonisation in den 1970er Jahren kamen die portugiesischen Kolonien Mosambik, Angola und die Kapverdischen Inseln dazu. Letzter Schritt waren die Siedlungskolonien im Süden Afrikas bis zum Ende der Apartheid und den ersten freien Wahlen in Südafrika 1994.
Die Übernahme der politischen Macht durch indigene Gruppen vollzog sich teils friedlich, teils in kriegerischen Konflikten mit den Kolonialmächten. Im Kalten Krieg wurde die Unabhängigkeitsbewegung zugleich zu einem Faktor im geostrategischen Kalkül der Weltmächte. Die Sowjetunion und China unterstützten die Unabhängigkeitsbewegungen in einigen afrikanischen Ländern, um den Einfluss der USA und Europas zurückzudrängen.
Die formelle europäische Herrschaft über die Kolonialstaaten in Afrika endete gleichzeitig mit der kolonialen Ära weltweit. Dabei kann die Dekolonisierung auch heute noch nicht als abgeschlossen angesehen werden, politisch besonders hinsichtlich der Rolle Frankreichs, generell aber wirtschaftlich und kulturell. Die ehemaligen Kolonien dienen dem globalen Norden als Rohstofflieferanten und Rohstoffproduzenten und werden in wirtschaftlicher Abhängigkeit gehalten. Dekolonisation gilt in der Wissenschaft daher nicht als Bruch, sondern als Fortsetzung der Geschichte des Kolonialismus.

## Kolonialpolitik nach 1945

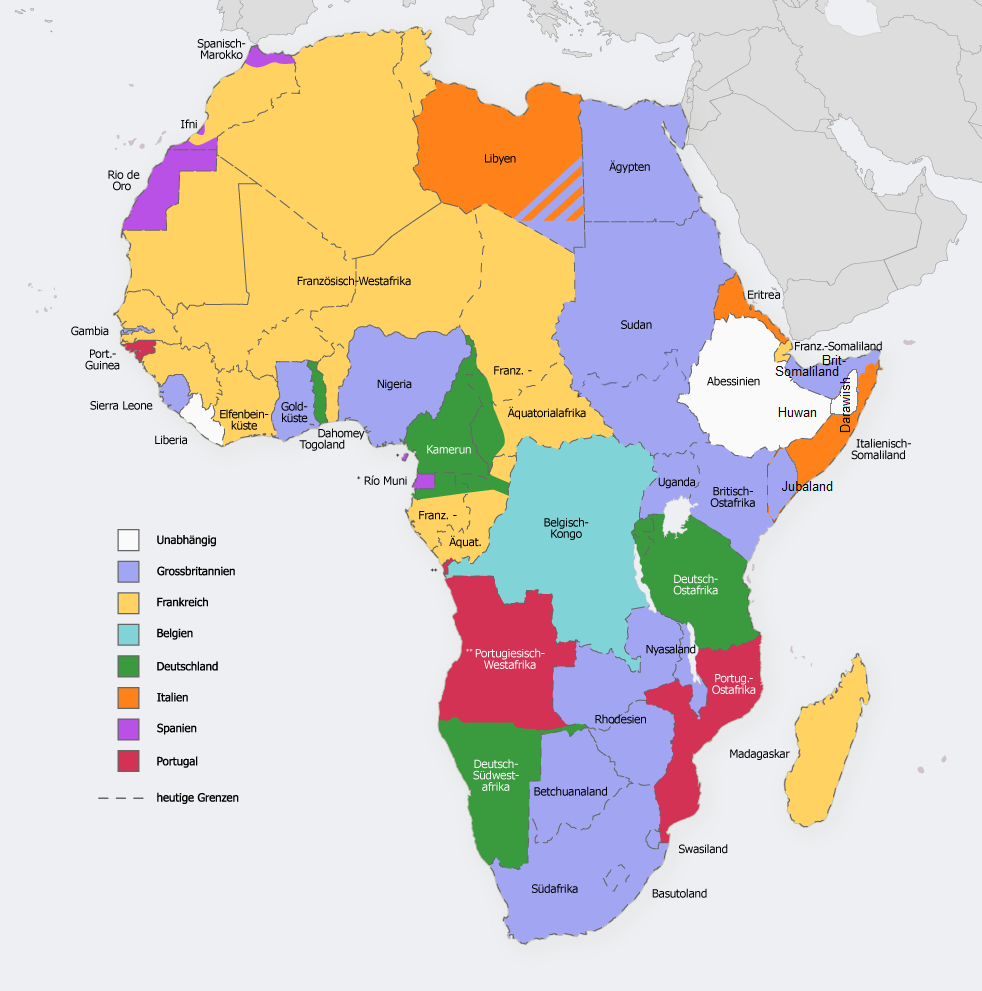
Afrika um 1913

Als in den 1950er-Jahren die europäische Wirtschaft wieder in Schwung kam, wurde in den Kolonialländern zum ersten Mal über die Entlassung der afrikanischen Kolonien in die Unabhängigkeit debattiert. Dabei ging es insbesondere um die Frage der Rentabilität der Kolonien für die Mutterländer. Der Entschluss zur Dekolonisation kam teilweise aus makroökonomischen Gründen, denn die Mutterländer konnten ihre Kolonien nicht mehr finanzieren. Also war man allgemein zu dem Schluss gekommen, dass es wirtschaftlich günstiger wäre, sich politisch aus Afrika zurückzuziehen.
Zudem sahen sich die europäischen Machthaber vom aufstrebenden Nationalismus in den Kolonien immer mehr bedroht. Vorbilder waren zum Teil die asiatischen Unabhängigkeitsbewegungen, insbesondere die in Indien, die sich bereits kurz nach dem Ersten Weltkrieg formiert hatten. Ein Kampf um die Herrschaft mit militärischen Mitteln oder auch eine Umstrukturierung der Kolonialreiche kamen auf lange Sicht nicht in Frage. Dazu kamen „Versprechen“ auf größere Selbstverwaltung, die die Kolonialmächte während des Krieges gemacht hatten, als Truppen aus den Kolonien ihre Armeen verstärkten. Daher ging man etwa ab 1950 daran, die Staaten in die Unabhängigkeit zu entlassen. Soziale Träger der Entkolonialisierung waren meist lokale Eliten, die untere Funktionen in der Kolonialverwaltung besetzten und durch fehlende Aufstiegschancen frustriert waren.
Bei der Machtübergabe waren die Kolonialherren immer darauf bedacht, Regierungen zu fördern bzw. zu installieren, die ihnen genehm waren. Europa wollte zwar ein demokratisches Afrika, aber auf allen Einfluss verzichten wollte man auch nicht.

## Die Wege in die Unabhängigkeit

### Britische Kolonien
Die Briten erwogen als erste Kolonialmacht eine weitgehende Dekolonisation Afrikas. Zunächst beschloss die britische Regierung, in die Kolonien zu investieren und Reformen durchzusetzen. Der Kolonialbevölkerung wurden Zugeständnisse gemacht, etwa in Form von politischen Mitspracherechten und der Indigenisierung der Verwaltung. Gleichzeitig versuchte Großbritannien, den aufkeimenden Widerstand der nationalen Befreiungsbewegungen zu unterdrücken. In vielen ehemals britisch-regierten Staaten kam es trotz der angestrebten verhandelten Machtübertragung zu blutigen Auseinandersetzungen. In Kenia wurde 1956 der von den Briten pejorativ so bezeichnete Mau-Mau-Aufstand niedergeschlagen. Die Wahlen in Nigeria 1951 schürten regionale Konflikte. In Südrhodesien erklärten weiße Siedler einseitig die Unabhängigkeit, was zu Eskalationen mit den afrikanischen Nationalisten unter Robert Mugabe führte. Auch die Zentralafrikanische Föderation zersplitterte an nationalistischen Streitereien.
Die Dekolonisation der Goldküste, dem heutigen Ghana, war die Blaupause für weitere Dekolonisationen, etwa in Botsuana, Mauritius, Nigeria, Sierra Leone und Uganda. Nach den Accra Riots in Ghana wurde die Forderung nach der Abschaffung der Fremdherrschaft und Etablierung einer Selbstregierung immer lauter. An der Spitze der Unabhängigkeitsbewegung stand die Convention People’s Party (CPP) unter der Führung von Kwame Nkrumah. Die britische Regierung reagierte mit Unterdrückung und ließ Nkrumah im Kontext eines Generalstreiks verhaften. 1951 wurde eine neue Verfassung angenommen, die auch die lokale Selbstregierung vorsah. Aus den ersten Wahlen ging die CCP als Siegerin hervor. Nkrumah wurde aus der Haft entlassen und nach einer Verfassungsänderung Premierminister der Kolonie. Ein Unabhängigkeitsgesuch lehnte Großbritannien zunächst ab. Erst nach einer weiteren Wahl 1957, die ebenfalls die CCP für sich entscheiden konnte, entließ Großbritannien seine Kolonie im März 1957 in die Unabhängigkeit.
Die meisten ehemaligen Kolonien Großbritanniens wurden in das Commonwealth of Nations eingebunden.

### Französische Kolonien
Frankreich wollte die Kolonien in Form der Französischen Union politisch noch enger an sich binden. In den 90er Jahren wurde der Begriff Françafrique für die gaullistische französische Afrikapolitik der vorangegangenen Jahrzehnte seit der Unabhängigkeit geprägt. Frankreich sicherte sich über politischen Einfluss den weiteren Zugang zu Rohstoffen und stützte etwa für den Ölzufluss zu Elf Aquitaine auch diktatorische und korrupte Regime wie die Familie Bongo in Gabun. Dafür gab Frankreich Sicherheitsgarantieren in Form einer vertraglich abgesicherten Präsenz französischer Schutztruppen. In den neunziger Jahren wurde im Detail bekannt, dass Frankreich sich an Wahlfälschungen, Putschversuchen und geheimen Militäroperationen beteiligte und Demokratie als Deckmantel benutzte. Seit der Jahrhundertwende ist die Außenpolitik gegenüber den ehemaligen Frankreichs durch Widersprüchlichkeit gekennzeichnet; sie stößt auf zunehmenden Unglauben und mündete in Militärputsche in acht Ländern von 2020 bis 2023.
Erst nach dem Ende des Algerienkriegs (1962) rückte Frankreich endgültig von der Kolonialidee ab – nicht zuletzt, weil ein weiteres Blutvergießen auf breite Ablehnung gestoßen wäre.
Inwiefern die Unabhängigkeit der Kolonien von den Einheimischen gewünscht wurde, ist nicht ganz gewiss. Als die französischen Kolonien in einem Referendum am 28. September 1958 vor die Wahl gestellt wurden, zog nämlich der überwiegende Teil der Bevölkerung eine weitere Anbindung an Frankreich der völligen Eigenständigkeit vor.
Zwei Jahre später war das französische Kolonialreich Geschichte. Einzig Algerien hatte noch bis zum Sieg der algerischen Befreiungsfront (FLN) 1962 faktisch den Status einer Kolonie, auch wenn es jahrzehntelang administrativ Teil Frankreichs war.
siehe auch Französisch-Nordafrika, Französisch-Marokko

### Italienische Kolonien
Das Königreich Italien annektierte nach dem Italienisch-Türkischen Krieg (1911–1912) Libyen. 1934 erklärte Mussolini Italiens libysche Besitzungen zur Kolonie Italienisch-Libyen. Es kam zu Grenzstreitigkeiten um den Aouzou-Streifen im Süden mit Frankreich und seiner Kolonie Französisch-Äquatorialafrika. Im Zweiten Weltkrieg griffen italienische Truppen Ägypten an, wurden aber von britischen Truppen zurückgeschlagen. Von 1941 bis 1943 unterstützten deutsche Truppen („Afrikakorps“ unter Generalfeldmarschall Erwin Rommel) die italienischen Einheiten in Libyen gegen alliierte Verbände, bis sowohl die italienischen als auch die deutschen Einheiten im Mai 1943 bei Tunis kapitulieren mussten. Von 1943 bis 1949 war Libyen von Großbritannien und Frankreich besetzt.
1949 beschlossen die Vereinten Nationen, Libyen in die Unabhängigkeit zu entlassen, und setzten als Hochkommissar Adrian Pelt ein. 1960 erhielt das Italienische Treuhandgebiet Somalia seine Unabhängigkeit.

### Portugiesische Kolonien
Portugal, damals unter der Diktatur António Salazars, wies jeden Gedanken an eine Unabhängigkeit seiner Kolonien Angola, Guinea-Bissau, Kap Verde, Mosambik und São Tomé und Príncipe energisch zurück. Die Folge waren ab 1960 Aufstände in Angola, Guinea-Bissau und Mosambik, auf die Portugal mit dem Portugiesischen Kolonialkrieg antwortete. Gleichzeitig änderte es seine Kolonialpolitik einschneidend, indem es die Situation der Afrikaner in seinen Kolonien deutlich verbesserte und sie zu portugiesischen Staatsbürgern machte – mit dem Ziel, sie vom Unabhängigkeitskampf abzuhalten und für einen Verbleib im portugiesischen Reich zu gewinnen. 1973 war der Krieg jedoch in Guinea-Bissau militärisch verloren und dieses Land erklärte seine Unabhängigkeit. Zu diesem Zeitpunkt hatten die portugiesischen Streitkräfte die Guerillabewegungen in Angola jedoch praktisch neutralisiert, während in Mosambik eine Art militärisches Gleichgewicht herrschte.
Der wirtschaftliche und menschliche Verschleiß durch den Krieg trug in Portugal entscheidend dazu bei, dass ein Militärputsch – die sogenannte Nelkenrevolution – 1974 das Salazar-Regime stürzte. Die neue Übergangsregierung sowie die nachfolgende unter Vasco Gonçalves beendeten unverzüglich alle militärischen Aktionen. Portugal leitete die Entkolonisierung seiner afrikanischen Kolonien ein und erkannte 1975 deren Unabhängigkeit an.

### Spanische Kolonien
Spanien gab seine afrikanischen Kolonien Äquatorialguinea und Westsahara kurz vor dem Tod des Diktators Franco im Jahr 1975 auf und ließ sie dabei zum Teil in einem verheerenden politischen Zustand zurück. Westsahara wurde kurz nach dem spanischen Abzug von Marokko okkupiert.

### Belgische Kolonie Kongo
Ein Desaster war die Dekolonisation von Belgisch-Kongo. Dessen Bevölkerung hatte bis dahin keine Erfahrung mit demokratischer Organisation sammeln können, denn bis 1960 war sie von jeder politischen Partizipation ausgeschlossen. Die ersten freien Wahlen, bei denen über 100 „Parteien“ antraten, verliefen katastrophal und mündeten in die Kongo-Krise. Die stimmenstärkste Partei Mouvement National Congolais-Lumumba von Patrice Lumumba verfügte über nur 33 der 137 Mandate. Seine zentralistischen Pläne begünstigten die separatistischen Tendenzen in der schwer kontrollierbaren Provinz Katanga.

### Mandats-/Treuhandgebiete

Afrikanische Staaten nach Jahr der Unabhängigkeit

Die vormaligen deutschen Kolonien wurden nach dem Ersten Weltkrieg durch die Siegermächte als Mandatsgebiete im Auftrag des Völkerbundes verwaltet. Völkerrechtlich waren es somit keine Kolonien mehr, in der Herrschaftspraxis gab es aber eine hohe Kontinuität. Frankreich und Großbritannien teilten sich Kamerun (Französisch-/Britisch-Kamerun) und Togo (Französisch-/Britisch-Togoland). In Tanganjika wurde die Verwaltung von Großbritannien und in Ruanda-Urundi von Belgien ausgeübt. NS-Pläne zur Wiedererrichtung der deutschen Kolonialherrschaft scheiterten am Zweiten Weltkrieg und an der Ausrichtung auf die Sowjetunion als Hauptgegner. Die Gebiete, einschließlich ehemaliger italienischer Kolonien, wurden nach dem Zweiten Weltkrieg Treuhandgebiete im UN-Auftrag. Im April 1954 forderte der Vorsitzende des Bundestagsausschusses für Außenhandelsfragen, Reinhold Bender, von den Vereinten Nationen vergeblich die Übertragung der Treuhandschaft einer ehemaligen Kolonie auf die Bundesrepublik. Um das Jahr 1960 wurden die meisten dieser Gebiete unabhängig. Eine Ausnahme bildete Südwestafrika, da die mit der Verwaltung betraute Südafrikanische Union die UN-Treuhandschaft nicht anerkannte und eine Eingliederung als Bestandteil Südafrikas anstrebte. Auf internationalen Druck musste die Regierung Südafrikas hiervon allmählich abrücken. Die staatliche Unabhängigkeit erlangte Südwestafrika (nun Namibia) erst 1990 mit dem Ende des südafrikanischen Apartheidsregimes und auf Grundlage der Resolution 435 des UN-Sicherheitsrates von 1978.

## Probleme der Dekolonisation

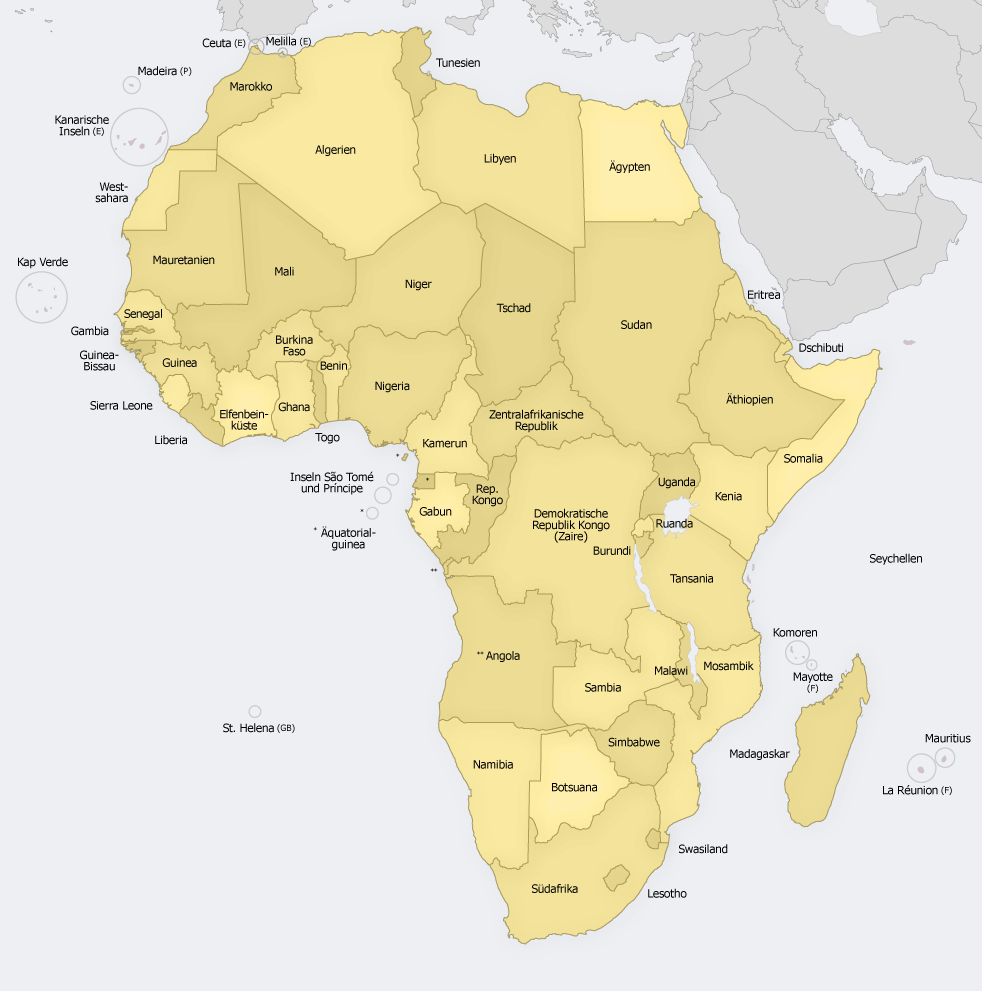
Afrika 1993–2011

Generell gilt, dass die von den europäischen Kolonialmächten gezogenen Grenzen meistens auch die späteren Staatsgrenzen bildeten. Sie wurden aber bei der Eroberung willkürlich, ohne Rücksicht auf bereits bestehende Stammes- bzw. Völkergrenzen gezogen. Allerdings gab es in Afrika verbreitet auch keinen an ein Territorium gebundenen Volksbegriff. Teilweise bildeten sich Ethnien erst während der Formierung der Unabhängigkeitsbewegungen ab 1940. Als Ergebnis sind nahezu alle afrikanischen Staaten Vielvölkerstaaten mit den sich daraus ergebenden Problemen. Ein Keim für die heute verbreitete Instabilität vieler afrikanischer Länder wurde dadurch gelegt. Oft ist das Militär die einzige übergreifende Institution.
Auf Grund der Kolonialverwaltung, die meist eine Selbstverwaltung der schwarzen Bevölkerungsmehrheit ausschloss, fehlte in vielen Ländern eine demokratische Tradition, was das Entstehen von Diktaturen nach der Unabhängigkeit sehr begünstigte.
Ein weiteres Problem bildet die wirtschaftliche Ausrichtung fast aller Kolonien auf Rohstoffexporte und auf Exporte von Lebens- und Genussmitteln. Das verarbeitende Gewerbe wurde stets vernachlässigt. Daran hat sich auch nach der Unabhängigkeit nur wenig geändert. Viele afrikanische Volkswirtschaften sind den Weltmarktpreisen ausgeliefert, die sie kaum oder gar nicht beeinflussen können. Im Zuge der Ölkrise der 1970er Jahre wurden die afrikanischen Staaten besonders getroffen, da die Nachfrage nach Rohstoffen sank und die Preise fielen.
In vielen Teilen Afrikas ist nach wie vor der Tribalismus ein ernsthaftes Problem: Loyal ist man dort nicht (oder weniger) gegenüber der „nationalen“ Gesamtgesellschaft, die auf dem Gebiet der neuen Staaten entstanden ist – oder noch im Begriff ist zu entstehen –, sondern gegenüber der ethnischen Gruppe, der man angehört bzw. zu der man sich als zugehörig betrachtet und/oder betrachtet wird.

## Staaten nach Jahr der Erlangung ihrer Unabhängigkeit
|                                       | Unabhängigkeit | Unabhängigkeit | Staat                          | Kolonialmacht/Alt-Staat                  | Kolonialmacht/Alt-Staat                  | Anmerkungen                              | Anmerkungen                              |
| ------------------------------------- | -------------- | -------------- | ------------------------------ | ---------------------------------------- | ---------------------------------------- | ---------------------------------------- | ---------------------------------------- |
| 1.                                    |                | 1137           | Äthiopien                      | Nachfolgestaat des Aksumitischen Reiches | Nachfolgestaat des Aksumitischen Reiches | 1935–1941                                | italienische Besatzung                   |
| 1.                                    | bis 1974       | 1137           | Äthiopien                      | Nachfolgestaat des Aksumitischen Reiches | Nachfolgestaat des Aksumitischen Reiches | Kaiserreich Abessinien                   |                                          |
| 1.                                    | 1987–1991      | 1137           | Äthiopien                      | Nachfolgestaat des Aksumitischen Reiches | Nachfolgestaat des Aksumitischen Reiches | Volksrepublik                            |                                          |
| 2.                                    | 26. Juli       | 1846           | Liberia                        | Vereinigte Staaten von Amerika           | Vereinigte Staaten von Amerika           |                                          |                                          |
| 1920er                                |                |                |                                |                                          |                                          |                                          |                                          |
| 3.                                    | 28. Februar    | 1922           | Ägypten                        | Großbritannien                           | Großbritannien                           | bis 1953                                 | Königreich                               |
|                                       | 18. Dezember   | 1923           | Internationale Zone von Tanger | Marokko                                  | Marokko                                  | 1940–1945                                | von Spanien besetzt                      |
| 1957                                  | 18. Dezember   | 1923           | Internationale Zone von Tanger | Marokko                                  | Marokko                                  | an Marokko                               |                                          |
| 1930er                                |                |                |                                |                                          |                                          |                                          |                                          |
| 4.                                    | 11. Dezember   | 1931           | Südafrika                      | Großbritannien                           | Großbritannien                           | bis 1961                                 | Südafrikanische Union                    |
| 1950er                                |                |                |                                |                                          |                                          |                                          |                                          |
| 5.                                    | 24. Dezember   | 1951           | Libyen                         | Großbritannien                           | Frankreich                               |                                          | UNO-Treuhandgebiet                       |
| 5.                                    | 24. Dezember   | 1951           | Libyen                         | Großbritannien                           | Frankreich                               | bis 1969                                 | Königreich                               |
| 6.                                    | 1. Januar      | 1956           | Sudan                          | Großbritannien                           | Ägypten                                  |                                          |                                          |
| 7.                                    | 2. März        | 1956           | Marokko                        | Frankreich                               | Frankreich                               | 1664 seit 1957                           | Sultanat der Alawiden Königreich         |
| 7.                                    | 7. April       | 1956           | Marokko                        | Spanien                                  | Spanien                                  | 1664 seit 1957                           | Sultanat der Alawiden Königreich         |
| 8.                                    | 20. März       | 1956           | Tunesien                       | Frankreich                               | Frankreich                               | bis 1957                                 | Königreich                               |
| 9.                                    | 6. März        | 1957           | Ghana                          | Großbritannien                           | Großbritannien                           |                                          |                                          |
| 10.                                   | 2. Oktober     | 1958           | Guinea                         | Frankreich                               | Frankreich                               |                                          |                                          |
| 1960 – Afrikanisches Jahr             |                |                |                                |                                          |                                          |                                          |                                          |
| 11.                                   | 1. Januar      | 1960           | Kamerun                        | Frankreich                               | Frankreich                               |                                          | UNO-Treuhandgebiet                       |
| 12.                                   | 27. April      | 1960           | Togo                           | Frankreich                               | Frankreich                               |                                          | UNO-Treuhandgebiet                       |
|                                       | 20. Juni       | 1960           | Mali-Föderation                | Frankreich                               | Frankreich                               |                                          |                                          |
| 13.                                   | 26. Juni       | 1960           | Madagaskar                     | Frankreich                               | Frankreich                               |                                          |                                          |
| 14.                                   | 26. Juni       | 1960           | Somaliland                     | Großbritannien                           | Großbritannien                           |                                          |                                          |
| 15.                                   | 30. Juni       | 1960           | Kongo                          | Belgien                                  | Belgien                                  | 1971–1997                                | Zaire                                    |
|                                       | 1. Juli        | 1960           | Italienisch-Somaliland         | Italien                                  | Italien                                  |                                          | UNO-Treuhandgebiet                       |
| Vereinigung mit Somaliland zu Somalia | 1. Juli        | 1960           | Italienisch-Somaliland         | Italien                                  | Italien                                  |                                          |                                          |
| 16.                                   | 1. August      | 1960           | Benin                          | Frankreich                               | Frankreich                               | bis 1975                                 | Dahomey                                  |
| 16.                                   | 1. August      | 1960           | Benin                          | Frankreich                               | Frankreich                               | 1975–1990                                | Volksrepublik                            |
| 17.                                   | 3. August      | 1960           | Niger                          | Frankreich                               | Frankreich                               |                                          |                                          |
| 18.                                   | 5. August      | 1960           | Burkina Faso                   | Frankreich                               | Frankreich                               | bis 1984                                 | Obervolta                                |
| 19.                                   | 7. August      | 1960           | Elfenbeinküste                 | Frankreich                               | Frankreich                               |                                          |                                          |
| 20.                                   | 11. August     | 1960           | Tschad                         | Frankreich                               | Frankreich                               |                                          |                                          |
| 21.                                   | 13. August     | 1960           | Zentralafrikanische Republik   | Frankreich                               | Frankreich                               | 1976–1979                                | Kaiserreich                              |
| 22.                                   | 15. August     | 1960           | Kongo[-Brazzaville]            | Frankreich                               | Frankreich                               |                                          |                                          |
| 23.                                   | 17. August     | 1960           | Gabun                          | Frankreich                               | Frankreich                               |                                          |                                          |
| 24.                                   | 20. August     | 1960           | Senegal                        | Mali-Föderation                          | Mali-Föderation                          |                                          |                                          |
| 25.                                   | 22. September  | 1960           | Mali                           | Mali-Föderation                          | Mali-Föderation                          |                                          |                                          |
| 26.                                   | 1. Oktober     | 1960           | Nigeria                        | Großbritannien                           | Großbritannien                           |                                          |                                          |
| 27.                                   | 28. November   | 1960           | Mauretanien                    | Frankreich                               | Frankreich                               |                                          |                                          |
| 1960er                                |                |                |                                |                                          |                                          |                                          |                                          |
| 28.                                   | 27. April      | 1961           | Sierra Leone                   | Großbritannien                           | Großbritannien                           |                                          |                                          |
| 29.                                   | 9. Dezember    | 1961           | Tanganjika                     | Großbritannien                           | Großbritannien                           |                                          | UNO-Treuhandgebiet                       |
| 30.                                   | 1. Juli        | 1962           | Burundi                        | Belgien                                  | Belgien                                  |                                          | UNO-Treuhandgebiet                       |
| 30.                                   | 1. Juli        | 1962           | Burundi                        | Belgien                                  | Belgien                                  | bis 1966                                 | Königreich                               |
| 31.                                   | 1. Juli        | 1962           | Ruanda                         | Belgien                                  | Belgien                                  |                                          | UNO-Treuhandgebiet                       |
| 32.                                   | 5. Juli        | 1962           | Algerien                       | Frankreich                               | Frankreich                               |                                          |                                          |
| 33.                                   | 9. Oktober     | 1962           | Uganda                         | Großbritannien                           | Großbritannien                           |                                          |                                          |
|                                       | 10. Dezember   | 1963           | Sansibar                       | Großbritannien                           | Großbritannien                           | 1856                                     | Sultanat                                 |
| 1964                                  | 10. Dezember   | 1963           | Sansibar                       | Großbritannien                           | Großbritannien                           | Volksrepublik                            |                                          |
| 26. April 1964                        | 10. Dezember   | 1963           | Sansibar                       | Großbritannien                           | Großbritannien                           | Föderation mit Tanganjika                |                                          |
| 34.                                   | 12. Dezember   | 1963           | Kenia                          | Großbritannien                           | Großbritannien                           |                                          |                                          |
|                                       | 26. April      | 1964           | Tansania                       | Föderation aus Tanganjika und Sansibar   | Föderation aus Tanganjika und Sansibar   |                                          |                                          |
| 35.                                   | 6. Juli        | 1964           | Malawi                         | Großbritannien                           | Großbritannien                           |                                          |                                          |
| 36.                                   | 24. Oktober    | 1964           | Sambia                         | Großbritannien                           | Großbritannien                           |                                          |                                          |
| 37.                                   | 18. Februar    | 1965           | Gambia                         | Großbritannien                           | Großbritannien                           |                                          |                                          |
| 38.                                   | 30. September  | 1966           | Botswana                       | Großbritannien                           | Großbritannien                           |                                          |                                          |
| 39.                                   | 4. Oktober     | 1966           | Lesotho                        | Großbritannien                           | Großbritannien                           |                                          |                                          |
| 40.                                   | 12. März       | 1968           | Mauritius                      | Großbritannien                           | Großbritannien                           |                                          |                                          |
| 41.                                   | 6. September   | 1968           | Eswatini                       | Großbritannien                           | Großbritannien                           | bis 2018                                 | Swasiland                                |
| 42.                                   | 12. Oktober    | 1968           | Äquatorial-Guinea              | Spanien                                  | Spanien                                  |                                          |                                          |
| 1970er                                |                |                |                                |                                          |                                          |                                          |                                          |
| 43.                                   | 10. Dezember   | 1974           | Guinea-Bissau                  | Portugal                                 | Portugal                                 |                                          |                                          |
| 44.                                   | 25. Juni       | 1975           | Mosambik                       | Portugal                                 | Portugal                                 | 1975–1990                                | Volksrepublik                            |
| 45.                                   | 5. Juli        | 1975           | Kap Verde                      | Portugal                                 | Portugal                                 |                                          |                                          |
| 46.                                   | 6. Juli        | 1975           | Komoren                        | Frankreich                               | Frankreich                               | seit 2001                                | Union der Komoren                        |
| 47.                                   | 12. Juli       | 1975           | São Tomé und Principe          | Portugal                                 | Portugal                                 |                                          |                                          |
| 48.                                   | 11. November   | 1975           | Angola                         | Portugal                                 | Portugal                                 |                                          |                                          |
|                                       | 27. Februar    | 1976           | Westsahara                     | Spanien                                  | Spanien                                  | Status unklar; teils von Marokko besetzt | Status unklar; teils von Marokko besetzt |
| 49.                                   | 29. Juni       | 1976           | Seychellen                     | Großbritannien                           | Großbritannien                           |                                          |                                          |
| 50.                                   | 27. Juni       | 1977           | Dschibouti                     | Frankreich                               | Frankreich                               |                                          |                                          |
| 1980er                                |                |                |                                |                                          |                                          |                                          |                                          |
| 51.                                   | 18. April      | 1980           | Simbabwe                       | Großbritannien                           | Großbritannien                           | 1965                                     | einseitige Unabhängigkeit                |
| 1990er                                |                |                |                                |                                          |                                          |                                          |                                          |
| 52.                                   | 21. März       | 1990           | Namibia                        | Südafrika                                | Südafrika                                |                                          | UNO-Treuhandgebiet                       |
| 53.                                   | 24. Mai        | 1993           | Eritrea                        | Äthiopien                                | Äthiopien                                | bis 1941                                 | italienische Kolonie                     |
| 53.                                   | 24. Mai        | 1993           | Eritrea                        | Äthiopien                                | Äthiopien                                | 1947                                     | UNO-Treuhandgebiet                       |
| 53.                                   | 24. Mai        | 1993           | Eritrea                        | Äthiopien                                | Äthiopien                                | 1952                                     | autonome Provinz                         |
| 53.                                   | 24. Mai        | 1993           | Eritrea                        | Äthiopien                                | Äthiopien                                | 1962                                     | von Äthiopien annektiert                 |
| 21. Jahrhundert                       |                |                |                                |                                          |                                          |                                          |                                          |
| 54.                                   | 9. Juli        | 2011           | Südsudan                       | Sudan                                    | Sudan                                    |                                          |                                          |